# Emi
Emi je žensko osebno ime.

## Izvor imena
Ime Emi je različica ženskega osebnega imena Ema.

## Pogostost imena
Po podatkih Statističnega urada Republike Slovenije je bilo na dan 31. decembra 2007 v Sloveniji število ženskih oseb z imenom Emi: 13.

## Osebni praznik
Osebe z imenom Emi lahko godujejo takrat kot osebe z imenom Ema.